# Kyste épidermique
 (avril 2024).
La mise en forme du texte ne suit pas les recommandations de Wikipédia : il faut le « wikifier ».
Les points d'amélioration suivants sont les cas les plus fréquents. Le détail des points à revoir est peut-être précisé sur la page de discussion.
- Les titres sont pré-formatés par le logiciel. Ils ne sont ni en capitales, ni en gras.
- Le texte ne doit pas être écrit en capitales (les noms de famille non plus), ni en gras, ni en italique, ni en « petit »…
- Le gras n'est utilisé que pour surligner le titre de l'article dans l'introduction, une seule fois.
- L'italique est rarement utilisé : mots en langue étrangère, titres d'œuvres, noms de bateaux, etc.
- Les citations ne sont pas en italique mais en corps de texte normal. Elles sont entourées par des guillemets français : « et ».
- Les listes à puces sont à éviter, des paragraphes rédigés étant largement préférés. Les tableaux sont à réserver à la présentation de données structurées (résultats, etc.).
- Les appels de note de bas de page (petits chiffres en exposant, introduits par l'outil «  Source ») sont à placer entre la fin de phrase et le point final[comme ça].
- Les liens internes (vers d'autres articles de Wikipédia) sont à choisir avec parcimonie. Créez des liens vers des articles approfondissant le sujet. Les termes génériques sans rapport avec le sujet sont à éviter, ainsi que les répétitions de liens vers un même terme.
- Les liens externes sont à placer uniquement dans une section « Liens externes », à la fin de l'article. Ces liens sont à choisir avec parcimonie suivant les règles définies. Si un lien sert de source à l'article, son insertion dans le texte est à faire par les notes de bas de page.
- La présentation des références doit suivre les conventions bibliographiques. Il est recommandé d'utiliser les modèles {{Ouvrage}}, {{Chapitre}}, {{Article}}, {{Lien web}} et/ou {{Bibliographie}}. Le mode d'édition visuel peut mettre en forme automatiquement les références.
- Insérer une infobox (cadre d'informations à droite) n'est pas obligatoire pour parachever la mise en page.

Pour une aide détaillée, merci de consulter Aide:Wikification.
Si vous pensez que ces points ont été résolus, vous pouvez retirer ce bandeau et améliorer la mise en forme d'un autre article.
Wikipédia ne donne pas d'avis médical : seul un professionnel (médecin, pharmacien, etc.) est habilité à le faire.
 Mise en garde médicale

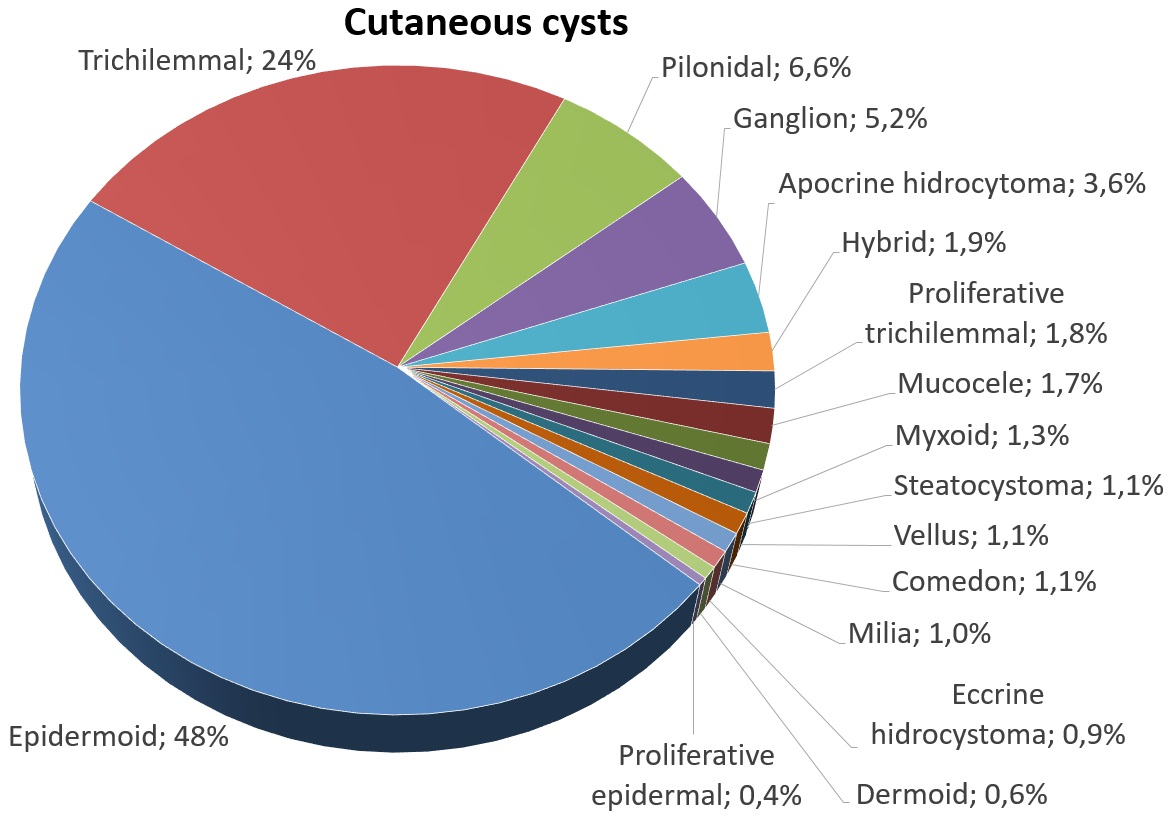
Incidence relative des kystes cutanés. Les kystes épidermiques constituent la majorité (zone bleue).

Un kyste épidermique ou kyste à inclusions infundibulaire est un kyste bénin que l’on retrouve sur la peau. Le kyste se développe à partir du follicule pileux. Histologiquement, il est constitué d'une fine couche d'épithélium malpighien.

## Signes et symptômes
Le kyste épidermique peut ne présenter aucun symptôme ou être douloureux au toucher. Il peut libérer de la kératine macérée. Contrairement aux kystes pilaires, les kystes épidermiques sont généralement présents sur des parties du corps relativement peu poilues. Certains kystes vulvaires, du scrotum ou de l'aréole mammaire sont des kystes épidermiques.
Bien qu'elles ne soient pas malignes, il existe de rares cas de tumeurs malignes résultant d'un kyste épidermique. Les kystes épidermiques représentent environ 85 à 95 % de tous les kystes cutané et la transformation maligne est extrêmement rare. L'incidence du carcinome épidermoïde se développant à partir d'un kyste épidermique a été estimée entre 0,011 et 0,045 %.

## Diagnostic
Les kystes épidermiques sont généralement diagnostiqués lorsqu'une personne remarque une bosse sur la peau et consulte un médecin. Le diagnostic définitif est posé après exérèse, par un médecin pathologiste sur la base de l'aspect microscopique d'une lésion kystique bordée d'un épithélium malpighien contenant de la kératine lamellaire. Ils peuvent également être observés sous forme de lésions isointenses en IRM ou d'hyperintensités en FLAIR.

## Traitement
Le traitement repose sur l'exérèse chirurgicale de la lésion, sous anesthésie locale. Si le kyste est entièrement retiré, la lésion ne récidive pas. Plusieurs techniques chirurgicales existent, comme l'exérèse traditionnelle large, l'exérèse micro invasive ou même l'excision par punch biopsie,.
Un kyste infecté peut nécessiter des antibiotiques avant ou après l'exérèse. Si du pus s'est déjà formé, une incision et un drainage peuvent être pratiqués.

## Terminologie
Plusieurs synonymes existent pour les kystes épidermiques, notamment le kyste épidermoïdes, le kyste folliculaire (ou infundibulaire en anglais) et le kyste d'inclusion épidermique,, Le terme « kyste épidermoïde » est déconseillé en raison de la confusion possible avec les carcinomes épidermoïdes. Le terme « kyste d'inclusion épidermique » fait plus spécifiquement référence à l'implantation d'éléments épidermiques dans le derme. Les termes « folliculaire » ou « infundibulaire » font référence au site d'origine du kyste : la partie infundibulaire du follicule pileux. La majorité des kystes épidermiques proviennent de la partie infundibulaire du follicule pileux, expliquant ainsi l'usage interchangeable, mais imprécis, de ces deux termes. Puisque ce kyste ne dérive pas de l'épithélium il serait conseillé de l'appeler plutôt « kyste de type épidermique ».
Le kyste épidermique tout comme le kyste trichilemmal est parfois appelé kyste sébacé, bien que techniquement parlant, il ne soit pas sébacé. Les vrais kystes sébacés, c'est-à-dire les kystes qui proviennent des glandes sébacées et qui contiennent du sébum, sont relativement rares et sont connus sous le nom de sébocystomes. Les professionnels de la santé ont suggéré d’éviter le terme « kyste sébacé » car il peut être trompeur. Dans la pratique, cependant, le terme est encore souvent utilisé pour désigner les kystes épidermique et pilaires.

## Images supplémentaires

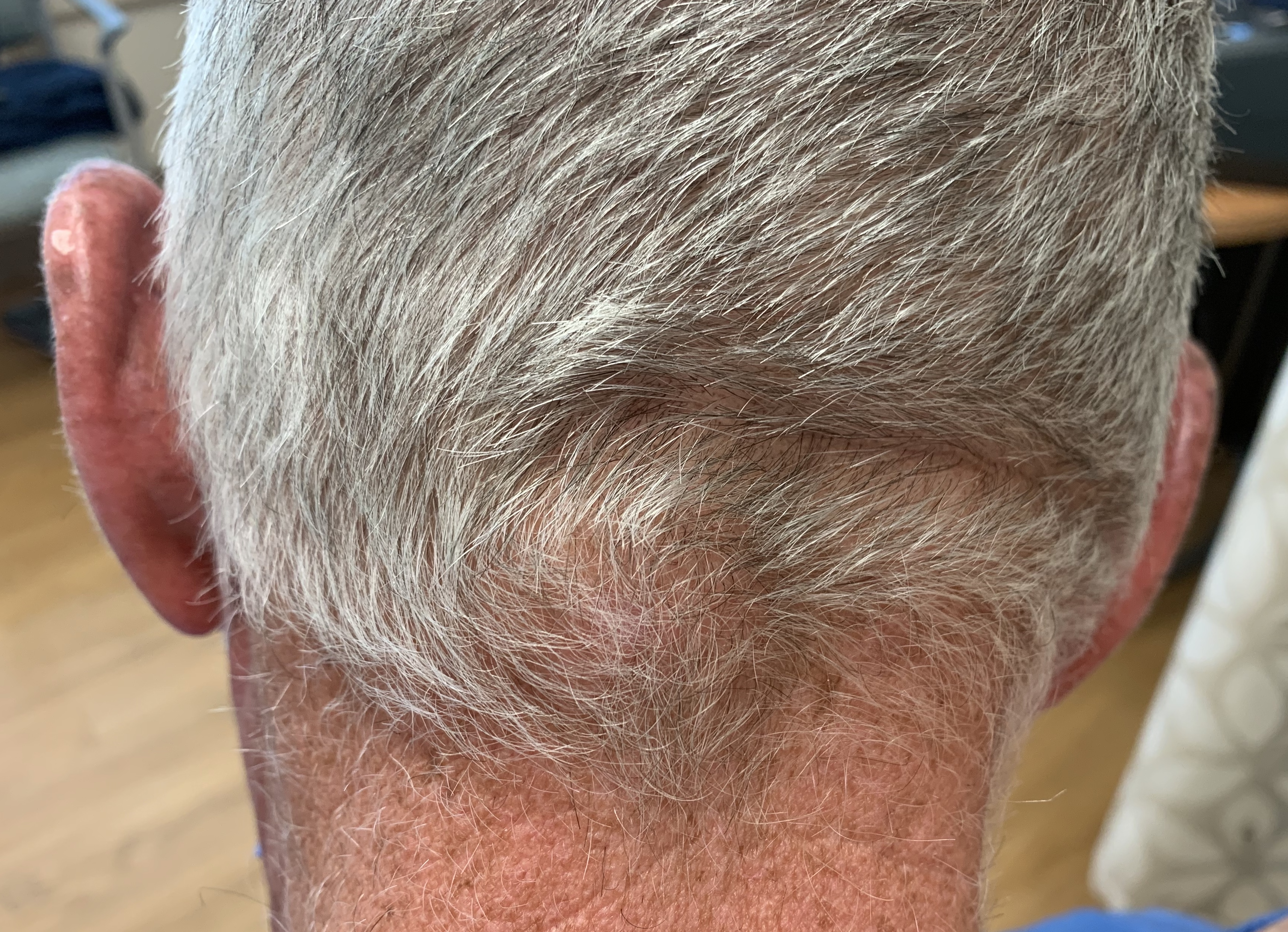
Kyste épidermique sur la nuque d'une personne
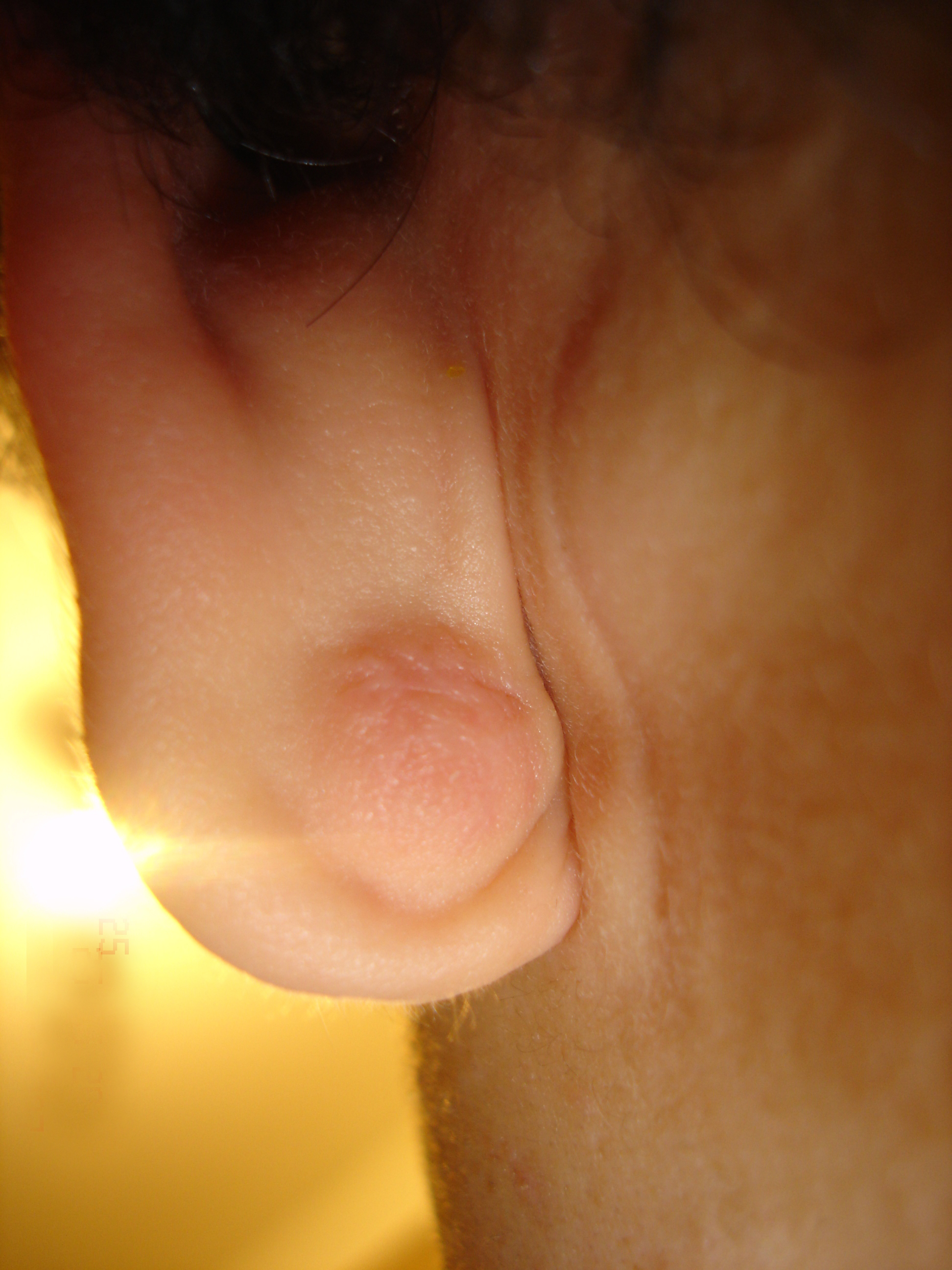
Kyste épidermique dans le lobe de l'oreille

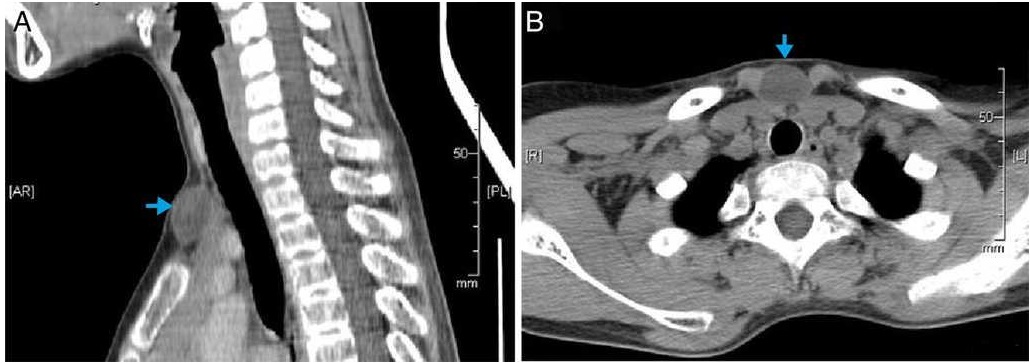
Scanner montrant une image hypodense homogène (kyste non spécifique)
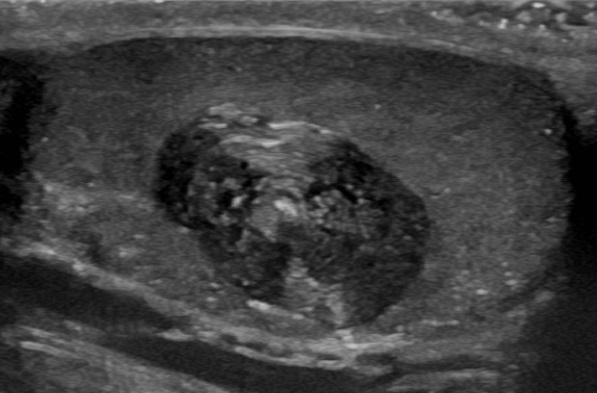
Kyste épidermique d'un testicule à l'échographie, d'aspect lamellé (« peau d'oignon »)
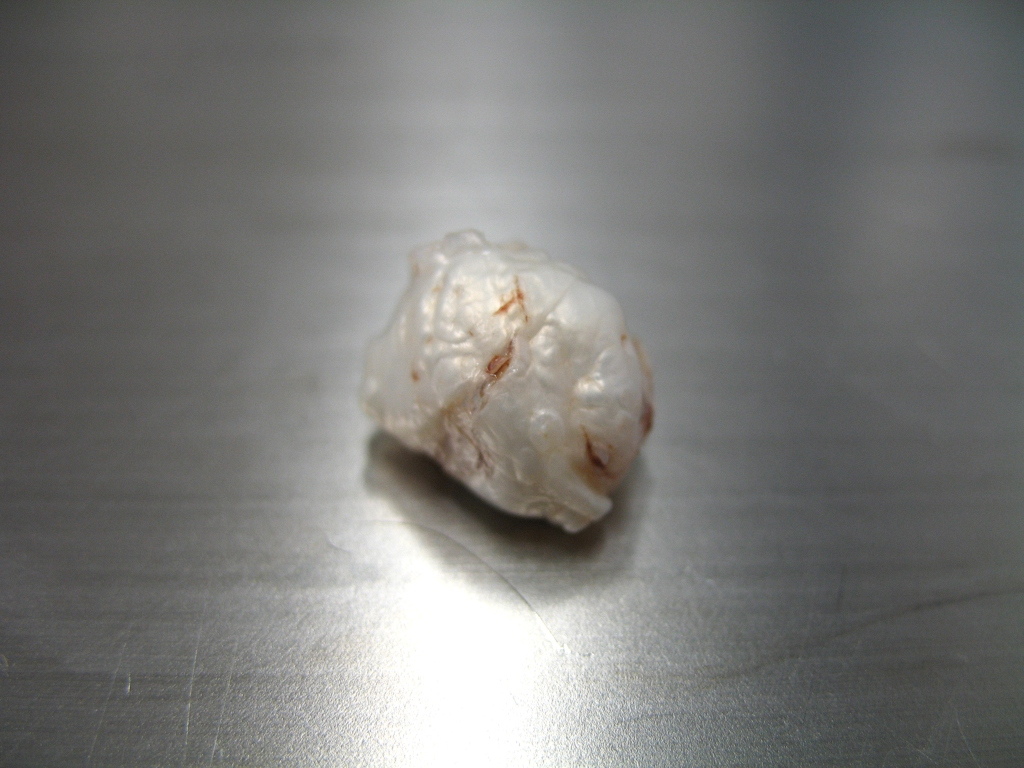
Aspect macroscopique d'un kyste intracrânien réséqué (chirurgicalement retiré), avec un aspect perlé
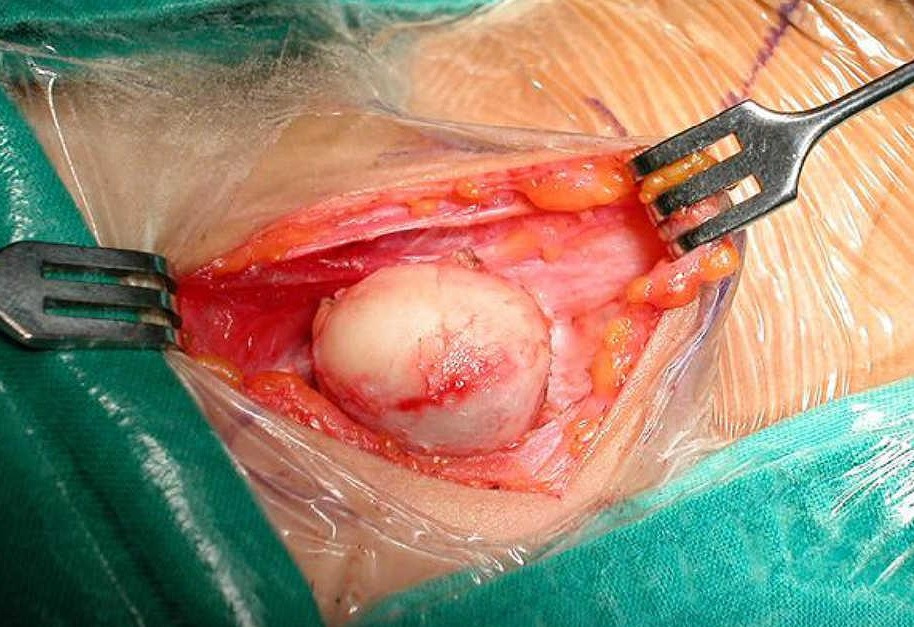
Chirurgie d'un kyste épidermoïde suprasternal, montrant une surface lisse
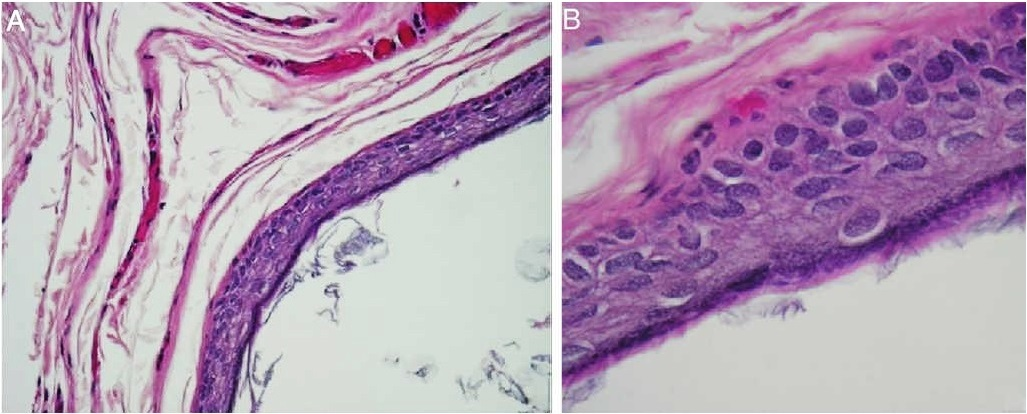
Histopathologie, montrant un épithélium pavimenteux stratifié kératinisant et une lumière contenant des débris de kératine
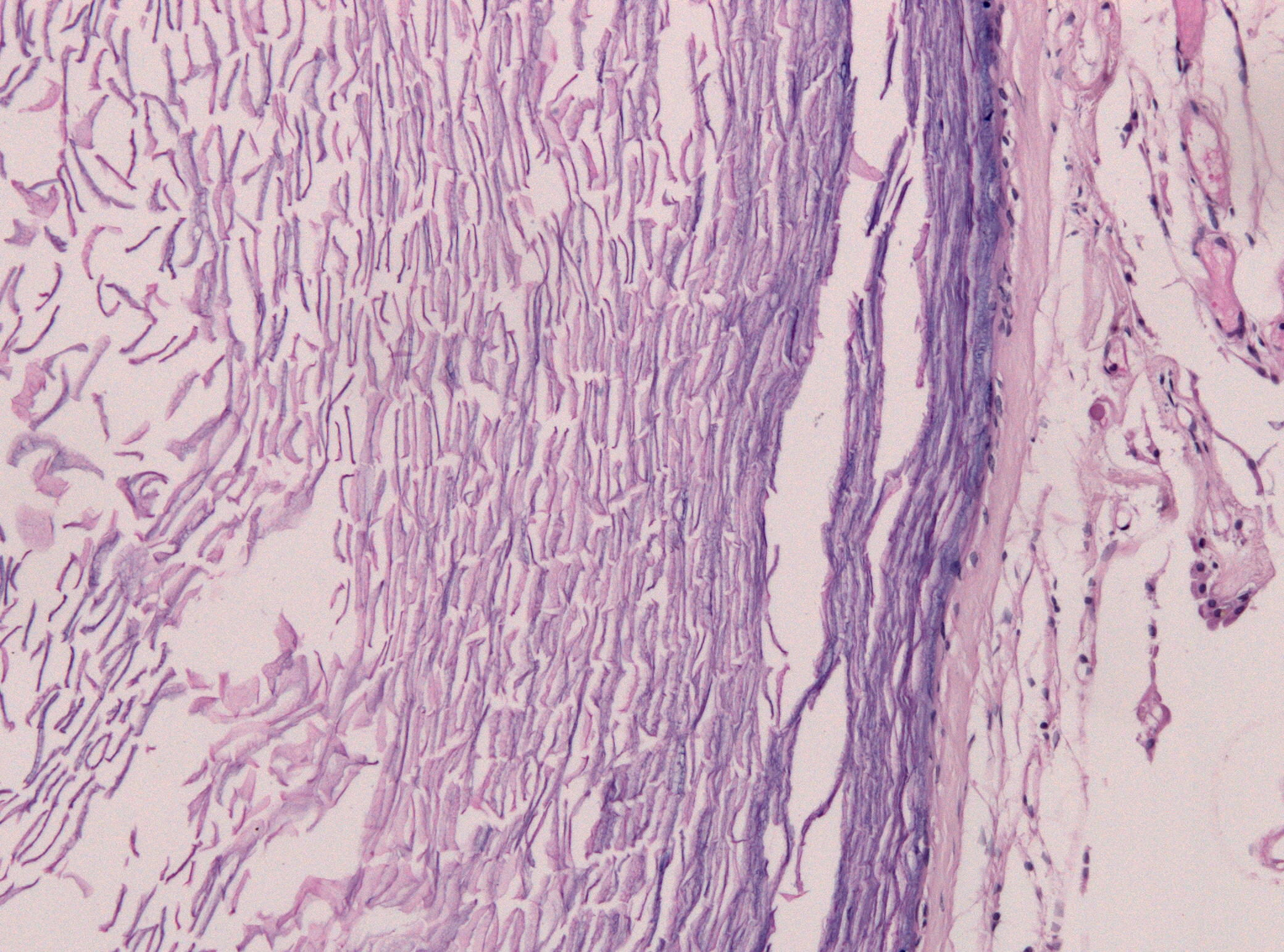
Histopathologie montrant l'épithélium et la kératine lamellaire (à gauche)